# MCGS Victory
MCGS Victory je rychlá hlídková loď třídy Sarojini Naidu pobřežní stráže státu Mauricius. Plavidlo bude nasazeno například do protipirátských, protipašeráckých a záchranných misí. Sesterská loď MCGS Valiant byla dodána roku 2017.

## Stavba
Stavba byla objednána 17. května 2014 u indické loděnice Goa Shipyard Limited (GSL) ve Vasco da Gama. Kýl byl založen 18. prosince 2014. Trup plavidla byl na vodu spuštěn 29. února 2016. Uživateli byla loď předána 26. září 2016. Do služby vstoupila 10. prosince 2016.

## Konstrukce
Plavidlo je vyzbrojeno 30mm kanónem CRN-91, který doplňují 12,7mm a 7,62mm kulomety. Pohonný systém tvoří tři diesely MTU 16V 4000 M90 pohánějící trojici vodních trysek. Nejvyšší rychlost dosáhne 35 uzlů. Dosah je 1500 námořních mil a vytrvalost 7 dní.